# Hrabstwo Logan (Dakota Północna)

Piramida wieku hrabstwa

Hrabstwo Logan (ang. Logan County) to hrabstwo w stanie Dakota Północna w Stanach Zjednoczonych. Hrabstwo zajmuje powierzchnię 2 618,66 km². Według szacunków United States Census Bureau w roku 2006 miało 1 999 mieszkańców. Siedzibą hrabstwa jest Napoleon.

## Miejscowości
- Napoleon
- Gackle
- Fredonia
- Lehr